# Список правителей Монако
Список правителей Монако включает лиц, являвшихся монархами Монако, возникшего в 1297 году первоначально как синьория, а после изменения в 1612 году титула правителей и заключения в 1641 году с Францией договора о протекторате — преобразованного в княжество.
Согласно действующей редакции конституции от 2 апреля 2002 года Суверенный князь Монако (фр. Prince Souverain de Monaco) возглавляет исполнительную власть, назначает и отстраняет членов Правительственного совета, может распускать Национальный совет (парламент), представляет государство на международной арене, имеет право заключать и ратифицировать договоры, издаёт ордонансы во исполнение таких договоров. Наследование трона, вакантного по причине смерти монарха или его отречения, проводится по прямой нисходящей линии потомков князя по принципу первородства, с приоритетом по мужской линии в том же уровне родства.
Для удобства список разделён на принятые в монакской историографии периоды истории страны. Приведённые в преамбулах к каждому из разделов описания этих периодов призваны пояснить особенности политической жизни страны. До 5 (15) октября 1582 года, когда в католических странах был введён григорианский календарь, приведены юлианские даты.

## Синьория Монако (1297—1641)
В XI—XII веках за власть над землями Монако боролись графство Прованс и Генуэзская республика, в 1191 году император Священной Римской империи Генрих VI признал Монако владением Генуи, что было закреплено в договоре между враждовавшими сторонами в 1240 году. В XIII веке в республике разрозилась гражданская война между гвельфами, сторонниками папы римского, и гибеллинами, сторонниками императора, по итогу которой власть в стране перешла к последним, гвельфы отправились в изгнание. 8 января 1297 года генуэзец Франческо, сторонник гвельфов из семейства Гримальди, захватил принадлежащую гибеллинам крепость, передав её своему двоюродному брату Раньери, который стал правителем независимой от Генуи Синьории Монако (итал. Signoria di Monaco). Однако уже в 1301 году гибеллины вернули себе контроль над Монако. В 1331 году генуэзская оккупация закончилась отвоеванием крепости сыном Раньери Карло, расширившим территорию Монако захватом Ментоны в 1346 году и Роккабруны в 1355 году. В 1357 году после смерти Карло генуэзцы вновь оккупировали Монако до 1395 года и повторно в 1395—1397 и 1402—1419 годах, после чего Гримальди окончательно утвердились в синьории. В 1489 году независимость Монако была признана Францией и Савойей, в 1507 году — Генуей.
В ходе Итальянских войн 1494—1559 годов Монако по Бургосскому договору 1524 года оказалась под протекторатом Испании. В 1612 году синьор Монако Онорато II принял княжеский титул, вскоре подтверждённый испанским двором. 14 сентября 1641 года он заключил с Францией Пероннский договор, по которому признавал французский протекторат над Монако, после чего изгнал испанцев из города. Согласно договору Монако становилось княжеством.
| Портрет                                                                                              | Имя (годы жизни)                          | Правление        | Правление | Династия                          | Наименование титула | Пр.    |
| Портрет                                                                                              | Имя (годы жизни)                          | Начало           | Окончание | Династия                          | Наименование титула | Пр.    |
| --- | ----------------------------------------- | ---------------- | --- | --------------------------------- | --- | ------ |
| | Раньери I (ок. 1267—1314) итал. Ranieri I | 8 января 1297    | 10 апреля 1301 | Дом Гримальди итал. Casa Grimaldi | Синьор Монако итал. Signore di Monaco лат. Dominus de Monaco                                                                   | [ 4 ]  |
| С 10 апреля 1301 года по 12 сентября 1331 года — Монако под прямым управлением Генуэзской республики |                                           |                  | |                                   | |        |
| | Карло I (?—1357) итал. Carlo I            | 12 сентября 1331 | 19 ноября 1346 | Гримальди итал. Grimaldi          | Синьор Монако итал. Signore di Monaco лат. Dominus de Monaco                                                                   | [ 5 ]  |
| 19 ноября 1346                                                                                       | Карло I (?—1357) итал. Carlo I            | 2 января 1355    | Синьор Монако и Ментоны итал. Signore di Monaco e Mentone лат. Dominus de Monaco et Mentone                                    | Гримальди итал. Grimaldi          | | [ 5 ]  |
| 2 января 1355                                                                                        | Карло I (?—1357) итал. Carlo I            | 15 августа 1357  | Синьор Монако, Ментоны и Роккабруны итал. Signore di Monaco, Mentone e Roccabruna лат. Dominus de Monaco Mentone et Roccabruna | Гримальди итал. Grimaldi          | | [ 5 ]  |
| С 15 августа 1357 года по январь 1395 года — Монако под прямым управлением Генуэзской республики     |                                           |                  | |                                   | |        |
| | Луиджи (ок. 1360—1402) итал. Luigi        | январь 1395      | 19 декабря 1395 | Гримальди итал. Grimaldi          | Синьор Монако, Ментоны и Роккабруны итал. Signore di Monaco, Mentone e Roccabruna лат. Dominus de Monaco Mentone et Roccabruna | [ 6 ]  |
| С 19 декабря 1395 года по 11 мая 1397 года — Монако под прямым управлением Генуэзской республики     |                                           |                  | |                                   | |        |
| | Луиджи (ок. 1360—1402) итал. Luigi        | 11 мая 1397      | 5 ноября 1402 | Гримальди итал. Grimaldi          | Синьор Монако, Ментоны и Роккабруны итал. Signore di Monaco, Mentone e Roccabruna лат. Dominus de Monaco Mentone et Roccabruna | [ 6 ]  |
| С 5 ноября 1402 года по 5 июня 1419 года — Монако под прямым управлением Генуэзской республики       |                                           |                  | |                                   | |        |
| | Джованни I (1382—1454) итал. Giovanni I   | 5 июня 1419      | 3 октября 1436 | Гримальди итал. Grimaldi          | Синьор Монако, Ментоны и Роккабруны итал. Signore di Monaco, Mentone e Roccabruna лат. Dominus de Monaco Mentone et Roccabruna | [ 7 ]  |
| С 3 октября по ноябрь 1436 года — Монако под прямым управлением Миланского герцогства                |                                           |                  | |                                   | |        |
| | Джованни I (1382—1454) итал. Giovanni I   | ноябрь 1436      | 8 мая 1454 | Гримальди итал. Grimaldi          | Синьор Монако, Ментоны и Роккабруны итал. Signore di Monaco, Mentone e Roccabruna лат. Dominus de Monaco Mentone et Roccabruna | [ 7 ]  |
| | Каталано (1415—1457) итал. Catalano       | 8 мая 1454       | июль 1457 | Гримальди итал. Grimaldi          | Синьор Монако, Ментоны и Роккабруны итал. Signore di Monaco, Mentone e Roccabruna лат. Dominus de Monaco Mentone et Roccabruna | [ 8 ]  |
| | Клаудина (1451—1515) итал. Claudina       | июль 1457        | 16 марта 1458 | Гримальди итал. Grimaldi          | Синьора Монако, Ментоны и Роккабруны итал. Signora di Monaco, Mentone e Roccabruna лат. Domina de Monaco Mentone et Roccabruna | [ 9 ]  |
| | Ламберто (1414—1494) итал. Lamberto       | 16 марта 1458    | 15 марта 1494 | Гримальди итал. Grimaldi          | Синьор Монако, Ментоны и Роккабруны итал. Signore di Monaco, Mentone e Roccabruna лат. Dominus de Monaco Mentone et Roccabruna | [ 10 ] |
| | Джованни II (1468—1505) итал. Giovanni II | 15 марта 1494    | 11 октября 1505 | Гримальди итал. Grimaldi          | Синьор Монако, Ментоны и Роккабруны итал. Signore di Monaco, Mentone e Roccabruna лат. Dominus de Monaco Mentone et Roccabruna | [ 11 ] |
| | Лучано (1481—1523) итал. Luciano          | 11 октября 1505  | 22 августа 1523 | Гримальди итал. Grimaldi          | Синьор Монако, Ментоны и Роккабруны итал. Signore di Monaco, Mentone e Roccabruna лат. Dominus de Monaco Mentone et Roccabruna | [ 12 ] |
| | Онорато I (1522—1581) итал. Onorato I     | 22 августа 1523  | 7 октября 1581 | Гримальди итал. Grimaldi          | Синьор Монако, Ментоны и Роккабруны итал. Signore di Monaco, Mentone e Roccabruna лат. Dominus de Monaco Mentone et Roccabruna | [ 13 ] |
| | Карло II (1555—1589) итал. Carlo II       | 7 октября 1581   | 17 мая 1589 | Гримальди итал. Grimaldi          | Синьор Монако, Ментоны и Роккабруны итал. Signore di Monaco, Mentone e Roccabruna лат. Dominus de Monaco Mentone et Roccabruna | [ 14 ] |
| | Эрколе (1562—1604) итал. Ercole           | 17 мая 1589      | 29 ноября 1604 | Гримальди итал. Grimaldi          | Синьор Монако, Ментоны и Роккабруны итал. Signore di Monaco, Mentone e Roccabruna лат. Dominus de Monaco Mentone et Roccabruna | [ 15 ] |
| | Онорато II (1597—1662) итал. Onorato II   | 29 ноября 1604   | 14 сентября 1641 | Гримальди итал. Grimaldi          | Синьор Монако, Ментоны и Роккабруны итал. Signore di Monaco, Mentone e Roccabruna лат. Dominus de Monaco Mentone et Roccabruna | [ 16 ] |

## Княжество Монако (с 1641)

### До аннексии Францией (1641—1793)
Пероннский договор 1641 года помимо протектората Франции признавал суверенитет Княжества Монако (итал. Principato di Monaco, фр. Principauté de Monaco). 23 декабря 1678 года князь Луиджи (Луи) издал первый свод законов государства — т. н. кодекс Луи (фр. Code Louis). Первоначальная династия Гримальди пресеклась в 1731 году со смертью Антонио I, не имевшего мужского потомства. Его дочь Луиджия-Ипполита ненадолго унаследовала трон, но после смерти князем Монако стал её супруг Джакомо, представитель семьи Матиньон, который по условиям брачного контракта должен был взять фамилию Гримальди. Так княжеством стал править объединённый дом Гримальди-Матиньон. В 1733 году Джакомо наследовал его сын Онорато, который управлял государством до 1793 года, когда в условиях французского вторжения был создан Национальный конвент, объявивший о низложении князя.
| Портрет | Имя (годы жизни)                                                        | Правление        | Правление       | Династия                                         | Наименование титула | Пр.    |
| Портрет | Имя (годы жизни)                                                        | Начало           | Окончание       | Династия                                         | Наименование титула | Пр.    |
| ------- | ----------------------------------------------------------------------- | ---------------- | --------------- | ------------------------------------------------ | --- | ------ |
|         | Онорато II (1597—1662) итал. Onorato II фр. Honoré II                   | 14 сентября 1641 | 10 января 1662  | Гримальди итал. и фр. Grimaldi                   | Милостью Божьей, суверенный князь Монако итал. Per grazia di Dio Principe Sovrano di Monaco фр. Par la grâce de Dieu, Prince Souverain de Monaco          | [ 16 ] |
|         | Луиджи I (1642—1701) итал. Luigi I фр. Louis Ier                        | 10 января 1662   | 3 января 1701   | Гримальди итал. и фр. Grimaldi                   | Милостью Божьей, суверенный князь Монако итал. Per grazia di Dio Principe Sovrano di Monaco фр. Par la grâce de Dieu, Prince Souverain de Monaco          | [ 19 ] |
|         | Антонио I (1661—1731) итал. Antonio I фр. Antoine Ier                   | 3 января 1701    | 20 февраля 1731 | Гримальди итал. и фр. Grimaldi                   | Милостью Божьей, суверенный князь Монако итал. Per grazia di Dio Principe Sovrano di Monaco фр. Par la grâce de Dieu, Prince Souverain de Monaco          | [ 20 ] |
|         | Луиджия-Ипполита (1697—1731) итал. Luigia Ippolita фр. Louise-Hippolyte | 21 февраля 1731  | 29 декабря 1731 | Гримальди итал. и фр. Grimaldi                   | Милостью Божьей, суверенная княгиня Монако итал. Per grazia di Dio Principessa Sovrana di Monaco фр. Par la grâce de Dieu, Princesse Souveraine de Monaco | [ 21 ] |
|         | Джакомо I (1689—1751) итал. Giacomo I фр. Jacques Ier                   | 29 декабря 1731  | 7 ноября 1733   | Гримальди-Матиньон итал. и фр. Grimaldi-Matignon | Милостью Божьей, суверенный князь Монако итал. Per grazia di Dio Principe Sovrano di Monaco фр. Par la grâce de Dieu, Prince Souverain de Monaco          | [ 22 ] |
|         | Онорато III (1720—1795) итал. Onorato III фр. Honoré III                | 7 ноября 1733    | 13 января 1793  | Гримальди-Матиньон итал. и фр. Grimaldi-Matignon | Милостью Божьей, суверенный князь Монако итал. Per grazia di Dio Principe Sovrano di Monaco фр. Par la grâce de Dieu, Prince Souverain de Monaco          | [ 23 ] |

### Низложение князя и власть Национального конвента (1793)
В 1792 году в ходе Французской революции повстанческая армия вторглась в графство Ницца и герцогство Савойя (окружавшее Монако) с целью захватить Сардинское королевство. 22 октября французские войска пересекли границу княжества. Пока Онорато III находился в Париже и пытался добиться от революционеров возврата конфискованных французских титулов, в Монако было создано временное правительство — Национальный конвент, который 13 января 1793 года объявил о низложении князя. 14 февраля французский Национальный конвент издал указ об аннексии территории княжества Французской республикой. 4 марта аннексия провозглашена в Монако представителями Конвента.
| Портрет | Имя (годы жизни)                                                                                                  | Полномочия     | Полномочия   | Наименование должности | Пр.    |
| Портрет | Имя (годы жизни)                                                                                                  | Начало         | Окончание    | Наименование должности | Пр.    |
| ------- | --- | -------------- | ------------ | --- | ------ |
|         | Жозеф Огюстен Мари Барриера (1741—1819) фр. Joseph Augustin Marie Barriera итал. Giuseppe Agostino Maria Barriera | 19 января 1793 | 4 марта 1793 | Председатель Национального конвента фр. Président de la Convention Nationale итал. Presidente della Convenzione Nazionale | [ 24 ] |

### Восстановление независимости (с 1814)
По итогам войны шестой коалиции между союзными державами и побеждённой Францией 30 мая 1814 года в Париже был заключён (11 июня ратифицирован) мирный договор, по которому границы Франции были восстановлены по состоянию на 1 января 1792 года, тем самым было воссоздано княжество Монако под французским протекторатом, а по результатам Парижского мира 1815 года — под сардинским. Князем Монако становился Оноре IV — сын казнённого в 1795 году Оноре III.
В результате Революции 1848 года в Италии от княжества отделились города Ментона и Роккабруна, ставшие независимыми, но вскоре попавшие под влияние Сардинского королевства. В 1861 году между Францией и Монако был подписан договор, по которому последнее признавало потерю городов и сокращение территории с 24 до 2 км², а Франция — суверенитет княжества. В 1865 году заключён таможенный союз двух государств, в 1911 году в стране принята конституция, разделившая ветви государственной власти и сменившая абсолютистское правление на режим конституционной монархии.
Династия Гримальди-Матиньон пресеклась в 1949 году со смертью Луи II и отказа его дочери принцессы Шарлотты от вступления на престол в пользу её сына (и внука Луи II) графа Ренье де Полиньяка, с которым в Монако утвердилась династия Гримальди-Полиньяк.
| Портрет | Имя (годы жизни)                          | Правление        | Правление        | Династия                                 | Наименование титула                                                                           | Пр.    |
| Портрет | Имя (годы жизни)                          | Начало           | Окончание        | Династия                                 | Наименование титула                                                                           | Пр.    |
| ------- | ----------------------------------------- | ---------------- | ---------------- | ---------------------------------------- | --------------------------------------------------------------------------------------------- | ------ |
|         | Оноре IV (1758—1819) фр. Honoré IV        | 17 июня 1814     | 16 февраля 1819  | Гримальди-Матиньон фр. Grimaldi-Matignon | Милостью Божьей, суверенный князь Монако фр. Par la grâce de Dieu, Prince Souverain de Monaco | [ 25 ] |
|         | Оноре V (1778—1841) фр. Honoré V          | 16 февраля 1819  | 2 октября 1841   | Гримальди-Матиньон фр. Grimaldi-Matignon | Милостью Божьей, суверенный князь Монако фр. Par la grâce de Dieu, Prince Souverain de Monaco | [ 26 ] |
|         | Флорестан I (1785—1856) фр. Florestan Ier | 2 октября 1841   | 20 июня 1856     | Гримальди-Матиньон фр. Grimaldi-Matignon | Милостью Божьей, суверенный князь Монако фр. Par la grâce de Dieu, Prince Souverain de Monaco | [ 27 ] |
|         | Шарль III (1818—1889) фр. Charles III     | 20 июня 1856     | 10 сентября 1889 | Гримальди-Матиньон фр. Grimaldi-Matignon | Милостью Божьей, суверенный князь Монако фр. Par la grâce de Dieu, Prince Souverain de Monaco | [ 28 ] |
|         | Альбер I (1848—1922) фр. Albert Ier       | 10 сентября 1889 | 26 июня 1922     | Гримальди-Матиньон фр. Grimaldi-Matignon | Милостью Божьей, суверенный князь Монако фр. Par la grâce de Dieu, Prince Souverain de Monaco | [ 29 ] |
|         | Луи II (1870—1949) фр. Louis II           | 26 июня 1922     | 9 мая 1949       | Гримальди-Матиньон фр. Grimaldi-Matignon | Милостью Божьей, суверенный князь Монако фр. Par la grâce de Dieu, Prince Souverain de Monaco | [ 30 ] |
|         | Ренье III (1923—2005) фр. Rainier III     | 9 мая 1949       | 6 апреля 2005    | Гримальди-Полиньяк фр. Grimaldi-Polignac | Милостью Божьей, суверенный князь Монако фр. Par la grâce de Dieu, Prince Souverain de Monaco | [ 31 ] |
|         | Альбер II (1958—) фр. Albert II           | 6 апреля 2005    | царствующий      | Гримальди-Полиньяк фр. Grimaldi-Polignac | Милостью Божьей, суверенный князь Монако фр. Par la grâce de Dieu, Prince Souverain de Monaco | [ 32 ] |